# Mbandjock (Haute-Sanaga)
Pour les articles homonymes, voir Mbandjock.
Mbandjock est une commune du Cameroun située dans la région du Centre et le département de la Haute-Sanaga.

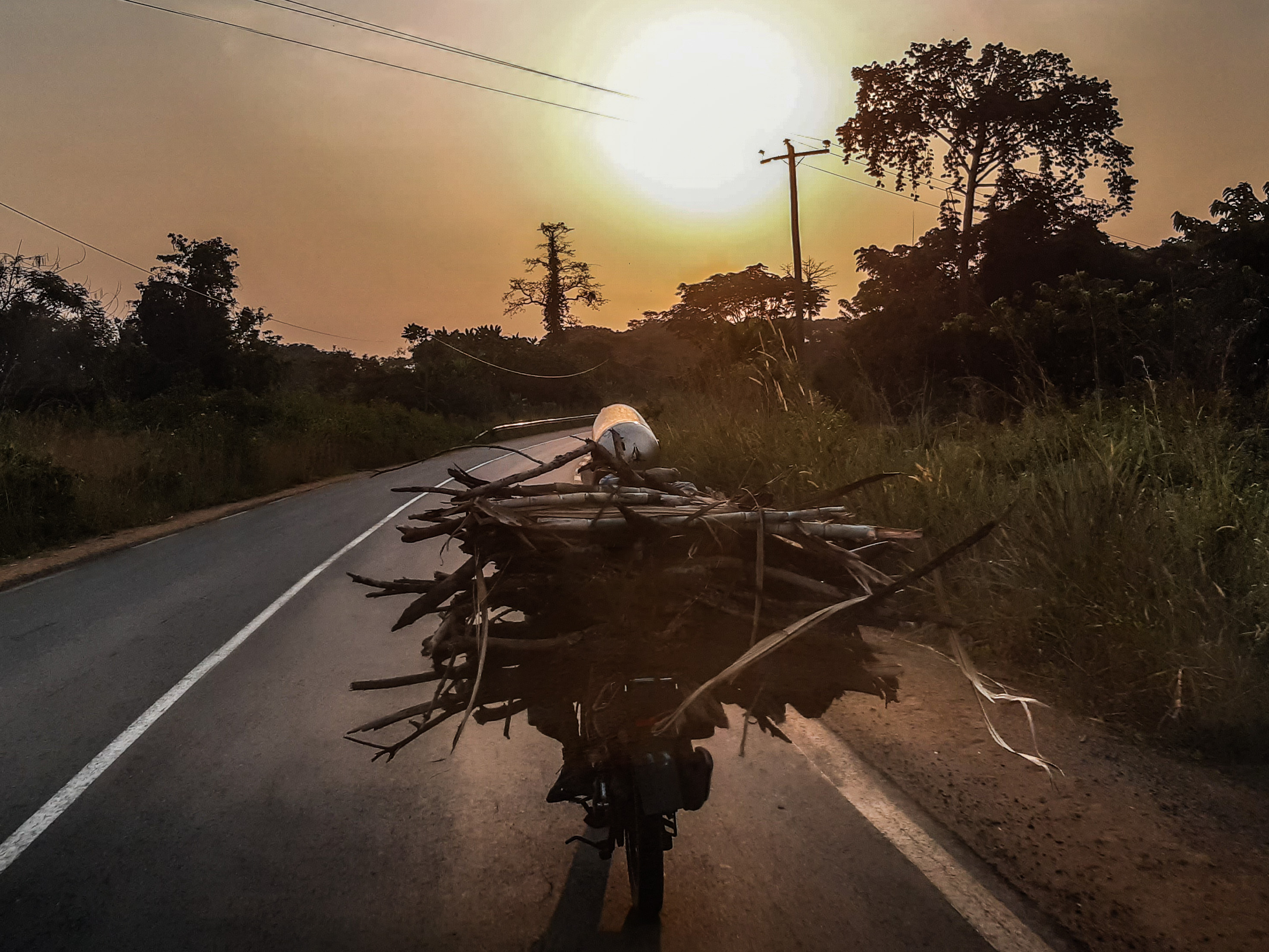
Transport de bois de chauffage

## Géographie
La localité est située à proximité du fleuve Sanaga, sur la route nationale 1 à 67 km au sud-ouest du chef-lieu départemental Nanga-Eboko et à 97 km au nord de la capitale Yaoundé (place du 20 mai).
| Ntui       | Yoko      | Nanga-Eboko  |
| Batchenga  | Mbandjock | Nkoteng      |
| Edzendouan | Esse      | Lembe-Yezoum |

## Histoire
L'arrondissement de Mbandjock est érigé en 1968.

## Population
Lors du recensement de 2005, la commune comptait 21 076 habitants, dont 18 771 pour la ville de Mbandjock.

## Administration
Outre la mairie, les centres d'état-civil secondaires sont situés à Ndjoré, Ndo-Mekomba, Ndo-Nkoteng. Les maires se succèdent à la tête de la municipalité depuis sa création.
| Période | Période  | Identité                       | Étiquette | Qualité            |
| ------- | -------- | ------------------------------ | --------- | ------------------ |
| 2013    | 2020     | René de Gaulle Bagdama Amati   | RDPC      |                    |
| 2020    | En cours | Angèle Nyango'o Mvogo ép Bikme | RDPC      | cadre d'entreprise |

## Organisation
Outre Mbandjock, la commune comprend les villages suivants :
- Biboto
- Mekomba
- Minkouma
- Ndjore
- Ndo
- Ndokoa
- Nio-Baboute

## Enseignement
L'éducation de base est assurée par 5 écoles maternelles publiques et 2 privèes, 14 écoles primaires publiques et 3 primaires privées. L'enseignement secondaire compte 3 lycées et un collège privé dans l'espace urbain, un CES à Ndjoré. 

## Économie
La sucrerie industrielle est installée dans la localité depuis 1964, et les plantations de canne à sucre de la Sosucam (filiale de Somdiaa) s'étendent sur 12 900 ha au sud et à l'est de M'bandjock. L'ADIC (African Distilling Company) ou Nodiscam (Nouvelle Distillerie du Cameroun) produit des liqueurs depuis 1995.
Depuis 2021, l'entreprise Westend Farms spécialisée dans la porciculture a localisé son complexe agro-industriel de 11 000 porcs et 700 truies sur le site de Ndokoa près de Mbandjock.

## Transports
La ville est desservie depuis 1967 par une gare sur la ligne du chemin de fer Transcamerounais, Yaoundé-Ngaoundéré.

## Personnalités
La chanteuse Coco Argentée est née à Mbandjock en 1982.